# Ric Nattress
Eric James „Ric“ Nattress (* 25. Mai 1962 in Hamilton, Ontario) ist ein ehemaliger kanadischer Eishockeyspieler. Der Verteidiger bestritt zwischen 1982 und 1993 über 600 Spiele in der National Hockey League, den Großteil davon für die Calgary Flames, mit denen er 1989 den Stanley Cup gewann. Zudem vertrat er die kanadische Nationalmannschaft bei der Weltmeisterschaft 1991 und gewann dabei die Silbermedaille.

## Karriere
Ric Nattress begann seine Juniorenkarriere bei den Brantford Alexanders, für die er ab 1979 in der Ontario Major Junior Hockey League auflief, dem direkten Vorgänger der im Folgejahr umbenannten Ontario Hockey League (OHL). Bereits nach seiner ersten Spielzeit in der höchsten Nachwuchsspielklasse seiner Heimatprovinz wurde der Abwehrspieler im NHL Entry Draft 1980 an 27. Position von den Canadiens de Montréal ausgewählt. Anschließend verbrachte er zwei weitere Jahre in Brantford, wobei er in der Spielzeit 1981/82 mit 61 Scorerpunkten aus 59 Spielen einen Punkteschnitt von über 1,0 pro Partie erreichte. Noch am Ende der Saison gab er bei den Nova Scotia Voyageurs, dem Farmteam der Canadiens, in der American Hockey League (AHL) sein Profidebüt.
Mit Beginn der Saison 1982/83 kam Nattress regelmäßig für Montréal in der National Hockey League (NHL) zum Einsatz, wurde jedoch in der folgenden Spielzeit aufgrund von Drogenbesitzes für 30 Spiele gesperrt. Er war in seiner Heimat Brantford mit drei Gramm Marihuana und einem Gramm Haschisch verhaftet und im folgenden Gerichtsverfahren zu einer Geldstrafe von 150 Dollar verurteilt worden. Ursprünglich sollte er die gesamte Saison 1983/84 gesperrt werden, jedoch wurde die Strafe später reduziert. Seinen Stammplatz bei den Canadiens hatte der Verteidiger in der Folge allerdings verloren, so verbrachte er den Großteil der Spielzeit 1984/85 bei den Canadiens de Sherbrooke in der AHL, wobei er mit dem Team die Playoffs um den Calder Cup gewann.
Nach nur etwas mehr als drei Jahren in der Organisation der Canadiens wurde Nattress im Oktober 1985 an die St. Louis Blues abgegeben, wo er regelmäßig zum Einsatz kam und in der Saison 1986/87 mit 28 Punkten seinen Karriere-Bestwert verzeichnete. Anschließend transferierten ihn die Blues zu den Calgary Flames und erhielten im Gegenzug ein Viertrunden-Wahlrecht im NHL Entry Draft 1987 sowie ein Fünftrunden-Wahlrecht im NHL Entry Draft 1988. In Calgary verbrachte der Kanadier die folgenden knapp vier Jahre und feierte mit dem Gewinn des Stanley Cups in den Playoffs 1989 den größten Erfolg seiner Karriere. Zudem nahm er während dieser Zeit mit der A-Nationalmannschaft seines Heimatlandes an der Weltmeisterschaft 1991 teil und gewann dort mit dem Team die Silbermedaille.
Im Januar 1992 schickten ihn die Flames samt Doug Gilmour, Jamie Macoun, Kent Manderville und Rick Wamsley zu den Toronto Maple Leafs, die dafür Gary Leeman, Oleksandr Hodynjuk, Jeff Reese, Michel Petit und Craig Berube nach Calgary sandten. Bei den Maple Leafs beendete Nattress nur die Spielzeit 1991/92, bevor er sich im Sommer 1992 als Free Agent den Philadelphia Flyers anschloss. Sein dortiger Vierjahresvertrag wurde ihm jedoch frühzeitig ausbezahlt (buy-out), nachdem er seine aktive Karriere im Oktober 1983 nach nur einer für die Flyers absolvierten Saison für beendet erklärt hatte. Verletzungsbedingt war der Kanadier zu diesem Schritt gezwungen, nachdem er bereits während seiner gesamten Karriere Verletzungsprobleme zu beklagen hatte und kaum eine komplette Saison bestreiten konnte. Insgesamt hatte er 603 NHL-Spiele absolviert und dabei 179 Scorerpunkte erzielt. Nach dem Ende seiner aktiven Laufbahn war Nattress kurzzeitig als Assistenztrainer bei den Hamilton Bulldogs in der AHL aktiv, verfolgte diese Karriere aber nicht weiter.

## Erfolge und Auszeichnungen
- 1985 Calder-Cup-Gewinn mit den Canadiens de Sherbrooke
- 1989 Stanley-Cup-Gewinn mit den Calgary Flames
- 1991 Silbermedaille bei der Weltmeisterschaft

## Karrierestatistik
Stand: Ende der Saison 2017/18

### International
Vertrat Kanada bei:
- Weltmeisterschaft 1991

(Legende zur Spielerstatistik: Sp oder GP = absolvierte Spiele; T oder G = erzielte Tore; V oder A = erzielte Assists; Pkt oder Pts = erzielte Scorerpunkte; SM oder PIM = erhaltene Strafminuten; +/− = Plus/Minus-Bilanz; PP = erzielte Überzahltore; SH = erzielte Unterzahltore; GW = erzielte Siegtore; 1 Play-downs/Relegation; Kursiv: Statistik nicht vollständig)

## Persönliches
Sein Sohn Justin Nattress (* 1984) war ebenfalls Eishockeyspieler und lief kurzzeitig in der International Hockey League auf, ohne sich jedoch im Profibereich zu etablieren.